# Лагичи

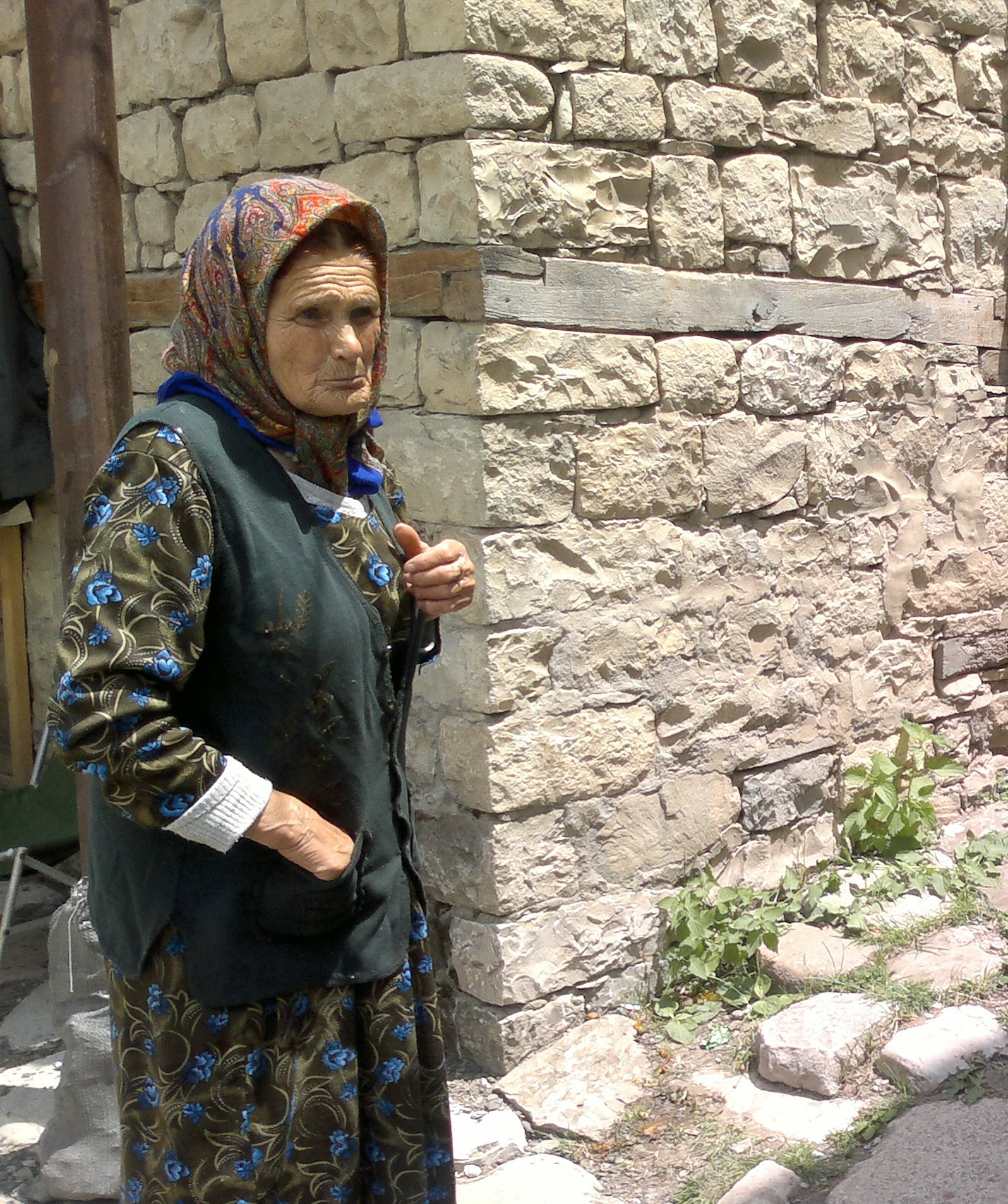
Пожилая жительница Лагича

Лагичи (лахычы, лахычлар) — таты, проживающие в посёлке  Лагич Исмаиллинского района Азербайджанской Республики. Говорят на татском языке, относящемся наряду с фарси, дари и таджикским к юго-западной группе иранских языков. В большинстве своем лагичи двуязычны: помимо татского языка широко используется также и азербайджанский язык. Вероисповедание — ислам (шиитского толка).

## История
Видный востоковед В. Минорский предполагает, что расположение и название современного Лагича соответствует княжеству Лайзан, упоминание о котором встречается в источниках с IV в. н. э.
Лагичи издавна славились как искусные ремесленники и изготовители холодного оружия, медной утвари. Изделия лагичских медников неизменно получали высокую оценку на различных выставках произведений Закавказского края 1850 года и на Всемирной Венской выставке 1873 года.

## Быт и культура

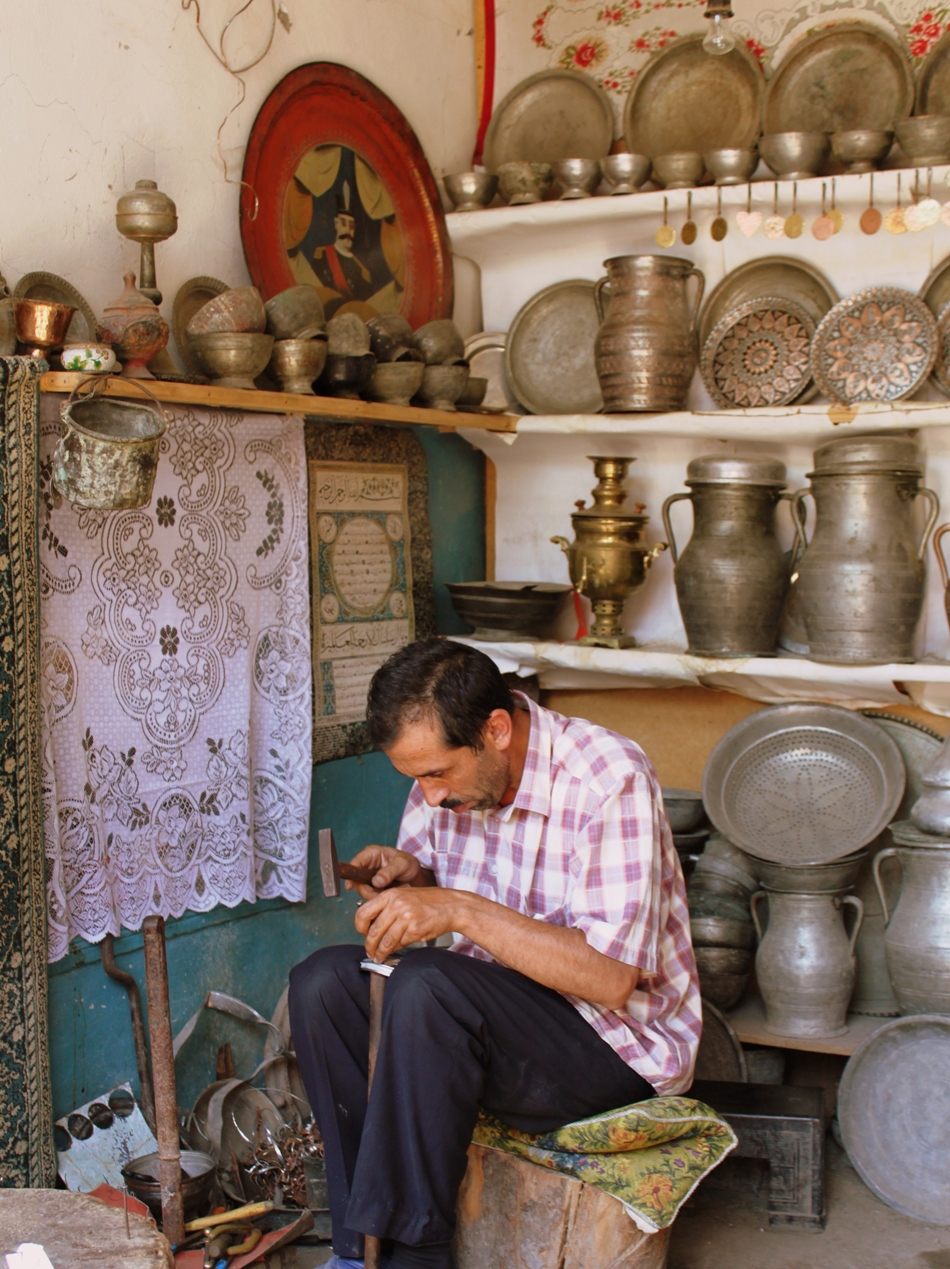
Кузнец в посёлке Лагич

В сфере материальной культуры Лагича следует отметить, что занятость ремесленным производством и связанные с ним в прошлом социальные различия сильно повлияли на форму поселения и жилища городка. Сохранившийся до наших дней его изначальный облик дает возможность судить о его планировочной структуре и о поселении, как о городке. Лагич делится на две самостоятельные части: Лагич и Аракирд, которые, в свою очередь, подразделяются на восемь кварталов. Такое разделение поселения на две и более части по типу Лагича характерно и для других городов Азербайджана, вообще Кавказа, Центральной Азии. Для структуры Лагича присуще квартальное деление городка по профессиональному признаку его обитателей.
Особенности жилищ Лагича обусловлены своеобразием быта и ремесленного производства. К примеру, многие мастерские медников и кузнецов были связаны с жилищем мастера: из мастерской имелся выход в дворовую часть. Старинные жилища сохранились до наших дней, и за прошедшие годы в планировке Лагича значительных изменений не произошло. Жилые дома Лагича имеют некоторые отличительные
черты, которые свидетельствуют о высокоразвитой жилищной культуре. В домах, построенных на главной торговой улице, первые этажи отведены под мастерские или торговые помещения.
Традиционными элементами интерьера лагичского жилища являются ниши разных размеров (тахча, джомохатан) и стенные полочки (рэф), на которые ставят декоративные посуду и другие предметы. Одной из особенностей жилого дома является наличие встроенной в стену каморки — «оваро», то есть бани, предназначенной для обязательного ритуального омовения — «гусл».
Дома в Лагиче в большинстве своем двухэтажные, реже одно, трехэтажные. Строились они из местного серо-белого булыжника с учетом сейсмичности района.
В духовной жизни лагичцев до наших дней сохраняются древние традиции, обычаи и обряды, имеющие тесную взаимосвязь и взаимодействие, в первую очередь, с северо-восточной этнографической зоной Азербайджана, к которой территориально Лагич относится.